# Geronimo Estates
Geronimo Estates es un lugar designado por el censo ubicado en el condado de Gila en el estado estadounidense de Arizona. En el Censo de 2010 tenía una población de 60 habitantes y una densidad poblacional de 17,51 personas por km².

## Geografía
Geronimo Estates se encuentra ubicado en las coordenadas 34°22′10″N 111°21′43″O / 34.36944, -111.36194. Según la Oficina del Censo de los Estados Unidos, Geronimo Estates tiene una superficie total de 3.43 km², de la cual 3.43 km² corresponden a tierra firme y (0%) 0 km² es agua.

## Demografía
Según el censo de 2010, había 60 personas residiendo en Geronimo Estates. La densidad de población era de 17,51 hab./km². De los 60 habitantes, Geronimo Estates estaba compuesto por el 98.33% blancos, el 0% eran afroamericanos, el 0% eran amerindios, el 0% eran asiáticos, el 0% eran isleños del Pacífico, el 0% eran de otras razas y el 1.67% pertenecían a dos o más razas. Del total de la población el 5% eran hispanos o latinos de cualquier raza.